# Bush contra Gore
Bush contra Gore (Bush v. Gore, 531 U.S. 98 [2000]) fue una decisión histórica de la Corte Suprema de los Estados Unidos, emitida el 12 de diciembre de 2000. Esta resolución puso fin a la controversia sobre el recuento de votos en el estado de Florida durante la elección presidencial de 2000 entre George W. Bush y Al Gore.
El 8 de diciembre, la Corte Suprema de Florida ordenó un recuento estatal de aproximadamente 61,000 votos que no habían sido contabilizados correctamente por las máquinas de votación. La campaña de Bush solicitó inmediatamente a la Corte Suprema federal que suspendiera esta orden y detuviera el recuento. El juez Antonin Scalia, convencido de que los recuentos manuales realizados en los condados de Florida eran ilegítimos, instó a sus colegas a conceder la suspensión de forma inmediata.[1]
El 9 de diciembre, los cinco jueces conservadores de la Corte Suprema concedieron la suspensión. Scalia argumentó que el recuento podría causar “daño irreparable” a Bush, ya que generaría “una niebla innecesaria e injustificada” sobre la legitimidad de su victoria. Por su parte, el juez John Paul Stevens expresó su desacuerdo, señalando que “contar cada voto emitido legalmente no debe considerarse daño irreparable”.[1] Los alegatos orales se programaron para el 11 de diciembre.
En una decisión de 5–4 por el tribunal, la Corte declaró, estrictamente bajo el argumento de la igualdad ante la ley, que dejaran de recontar las papeletas. Específicamente, sostuvo que el uso de estándares diferentes en condados diferentes infringió la Cláusula sobre Protección Igualitaria de la Constitución de los Estados Unidos. El caso también había sido defendido bajo el argumento jurisdiccional del Artículo II, lo cual solo tuvo la simpatía de  los Jueces Antonin Scalia, Clarence Thomas, y William Rehnquist. La Corte entonces declaró para remediarlo, decidiendo contra el remedio que los Jueces Stephen Breyer y David Souter propusieron de enviar de nuevo el caso a Florida para terminar el recuento usando un estándar uniforme a nivel estatal antes de la reunión de los electores de Florida, programada para el día 18 de diciembre en Tallahassee. En su lugar, la mayoría sostuvo que ningún método alternativo podía ser establecido antes de la fecha límite de "puerto seguro" que el Título 3 del Código de los Estados Unidos (3 U.S.C.), § 5 estableció, la cual la Corte Suprema de Florida había dicho que la legislatura de Florida intentaba cumplir. La Corte, declarando que no cumplir con la fecha límite de "puerto seguro" infringiría el Código Electoral de Florida, rechazó una extensión de la fecha límite para permitir que Florida terminara de contar las papeletas disputadas bajo las normas uniformes solicitadas en un remedio propuesto por Breyer y Souter. Esta fecha límite llegó dos horas después de la publicación de la decisión de la Corte.
La decisión de la Corte Suprema de Bush contra Gore fue una de las más controvertidas en la historia de los Estados Unidos, anulando un fallo de la Corte Suprema de Florida para terminar el recuento, dando los 25 votos del Colegio Electoral a Bush. Los votos de Florida dieron a Bush, el candidato republicano, 271 votos del Colegio Electoral, un voto más que los 270 requeridos para ganar la elección. Señaló la derrota del candidato demócrata, Al Gore, que ganó 267 de los votos del Colegio Electoral, pero recibió 266 porque un "elector infiel" del Distrito de Columbia se abstuvo de votar. Organizaciones mediáticas analizaron las papeletas luego y encontraron que, sobre los criterios especificados, el recuento original limitado de votos insuficientes de varios condados grandes hubiera resultado en una victoria para Bush, aunque en un recuento estatal, Gore hubiera recibido la cantidad mayor de votos. Posteriormente, Florida retiró sus máquinas para votar de tarjeta perforada y que causaron la disputa de este caso.

## Antecedentes
En los Estados Unidos, cada estado lleva a cabo sus propias elecciones por voto popular para el presidente y vicepresidente. Los votantes en realidad votan a un grupo de electores, cada uno de los cuales prometen votar a un candidato particular para cada oficina en el colegio electoral. El Artículo II, Primera Sección, Cláusula 2 de la Constitución de los Estados Unidos estipula que cada legislatura estatal decide cómo los electores son elegidos. Con referencia a un caso más temprano de la Corte Suprema, McPherson contra Blacker, la Corte notó que, en la historia estadounidense más antigua, la mayoría de legislaturas estatales directamente nombraron a sus electores.
Hoy en día, las legislaturas estatales han promulgado leyes que estipulan que se use un voto popular dentro de cada estado para seleccionar a los electores. Aunque estas leyes varían, la mayoría de estados, incluso Florida, otorga todos sus votos electorales al candidato para cualquiera de los dos puestos el cual recibe una mayoría relativa del voto popular estatal. El candidato que recibe nacionalmente una mayoría absoluta de todos los votos electorales (270 votos a partir de 1963) gana la elección presidencial y vicepresidencial.

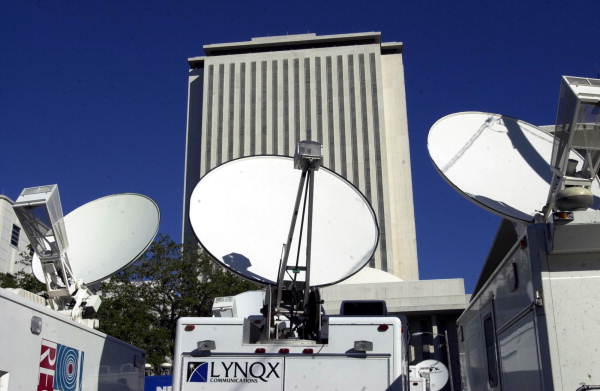
Vista de los camiones de satélite aparcados cerca del Capitolio del Estado de Florida durante la controversia de la elección presidencial de 2000

El 8 de noviembre de 2000, la División de Elecciones reportó que Bush ganó con el 48.8% en Florida, una diferencia de 1,784 votos. Esta era menor del 0.5% de los votos emitidos, lo que provocó un recuento  automático reglamentario. El 10 de noviembre, este aparentemente había concluido en todos los condados excepto uno, y la diferencia se había reducido a 327 votos.El recuento del voto de residentes en el extranjero, dejaría finalmente el margen en 537 sufragios a favor de Bush.
Según el analista jurídico Jeffery Toobin, un análisis posterior mostró que 18 condados—los cuales representaban un cuarto de todos los votos de Florida—no llevaron a cabo el recuento de máquina automático mandado por reglamentario, pero "nadie de la campaña Gore desafió en ningún momento al punto de vista" que el recuento de máquina había acabado. Las leyes floridanas de elecciones permite que un candidato pueda pedir que un condado haga un recuento manual, y Gore pidió recuentos manuales en cuatro condados floridanos—Volusia, Palm Beach, Broward, y Miami-Dade—que por lo general votan al partido Demócrata y en que hubieran esperado encontrar más votos por Gore. Gore no pidió ningún recuento en condados que normalmente votan por el partido Republicano. Los cuatro condados concedieron a la petición y empezaron sus recuentos manuales. Sin embargo, la ley floridana también requirió que todos los condados certificaran los votos entregados al Secretario del Estado de Florida dentro de siete días de la elección, y algunos de los condados haciendo los recuentos manuales no creían que pudieran cumplir el plazo de entrega.
El 14 de noviembre, la fecha límite reglamentaria, el Tribunal del Circuito de Florida ordenó que la fecha límite de siete días era mandataria, pero los otros condados pudieran modificar sus recuentos en una fecha más tarde. El tribunal también ordenó que el Secretario del Estado, después de "considerar todos los hechos concomitantes y la situación," tenía el criterio de incluir algunos recuentos modificados tardíamente en la certificación estatal. Antes de la fecha límite de las 5 p.m. del 14 de noviembre, el Condado de Volusia terminó su recuento manual y certificó sus resultados. A las 5 p.m. del 14 de noviembre, la Secretaría de Estado de Florida Katherine Harris anunció que había recibido los recuentos certificados de todo los 67 condados, mientras Palm Beach, Broward, y Miami-Dade aun estaban haciendo sus recuentos manuales.
Harris expidió unos criterios por los cuales determinaba si permitiría entregas tardías, y requirió que cualquier condado que quisiera entregar sus votos tarde tenía que presentar, para las 2 p.m. del siguiente día, una declaración escrita de los hechos y las circunstancias para justificar la entrega tardía. Cuatro condados entregaron declaraciones y, después de revisar las declaraciones, Harris determinó que ninguna de las declaraciones justificaban una extensión de la fecha límite. También anunció que certificaría los resultados de la elección del 18 de noviembre después de recibir los votos por correo desde el extranjero de cada condado. Pero el 17 de noviembre, la Corte Suprema de Florida ordenó que Harris no certificara la elección mientras la Corte escuchaba apelaciones de los varios casos en progreso. El 21 de noviembre, la Corte permitió que los recuentos manuales continuaran y retrasó la certificación para el 26 de noviembre.

## Suspensión del recuento de Florida

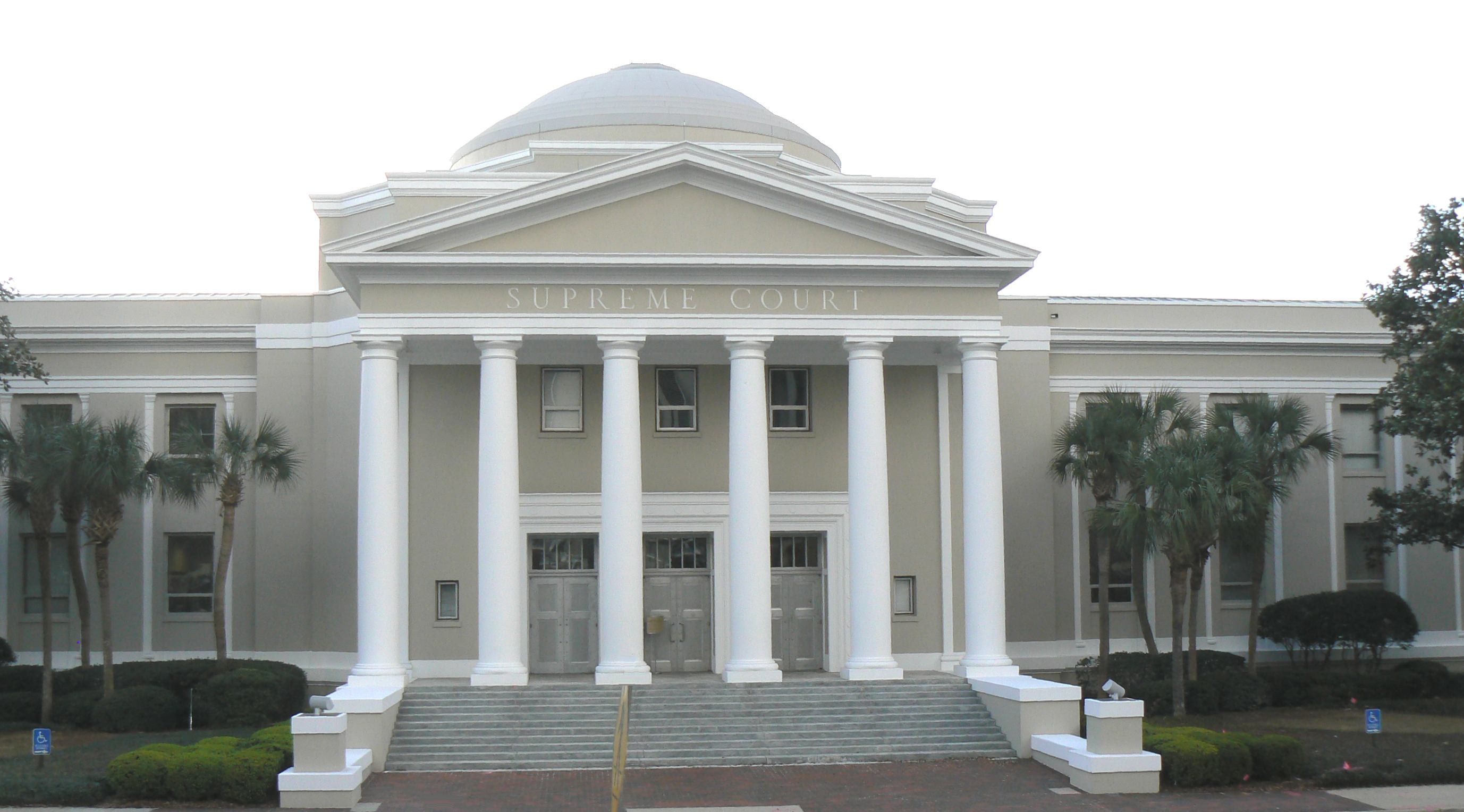
Corte Suprema de Florida

Para el 8 de diciembre del 2000, había múltiples decisiones jurídicas sobre la elección presidencial en Florida. En esta fecha, la Corte Suprema de Florida, por un voto de 4 a 3, ordenó un recuento manual a nivel estatal de los votos insuficientes. El 9 de diciembre, en un fallo en respuesta a una petición de emergencia de Bush, la Corte Suprema de los Estados Unidos suspendió el recuento. La Corte también trató la solicitud de exención de Bush como una petición de una orden de certiorari, concedió a la petición, y pidió una sesión informativa de los partidos para las 4 p.m. el 10 de diciembre, y programó los alegatos orales para la mañana del 11 de diciembre. 
Aunque raramente se publican comentarios con relación a las ordenes de certiorari (una cantidad mínima de cuatro de los nueve jueces tiene que votar a favor del escrito), Scalia presentó una opinión sobre la decisión de la Corte, escribiendo que "una respuesta breve es necesaria al disentimiento [de Stevens]". Según Scalia:

Basta decir que la emisión de la suspensión sugiere que una mayoría de la Corte, mientras no decide los asuntos presentados, cree que el demandante tiene una probabilidad sustancial de éxito. El asunto no es, como el disentimiento lo expresa, si "contar cada voto legalmente emitido puede constituir daños irreparables". Uno de los asuntos principales en el recurso que hemos aceptado es precisamente si los votos que se habían contado son, según una interpretación razonable de la ley floridana, "votos legalmente emitidos". El recuento de los votos que son de legalidad cuestionable en mi opinión, sí amenaza con daño irreparable al demandante Bush, y al país, al ensombrecer lo que él sostiene como la legitimidad de su elección. Recuente primero, y emita un fallo después, no es una receta para producir resultados electorales que tengan la aceptación que la estabilidad demócrata requiere.

Los Jueces Souter, Ginsburg, y Breyer estuvieron de acuerdo con la opinión disidente de Stevens, quien escribió:

Para detener el recuento de votos legales, la mayoría hoy parte de las tres reglas venerables de control jurídico que han guiado a la Corte durante toda su historia. Sobre cuestiones de la ley estatal, hemos respetado consistentemente las opiniones de las cortes más altas de los estados. Sobre cuestiones cuyas resoluciones son asignadas al menos en gran medida a otra rama del gobierno federal, hemos interpretado nuestra propia jurisdicción en una forma estrecha y la hemos ejercido con cautela. Sobre cuestiones federales constitucionales las cuales no fueron presentadas con justicia a una corte cuyo fallo se está revisando, prudentemente nos hemos abstenido de expresar una opinión. La mayoría ha actuado imprudentemente … [Una] suspensión no debe ser otorgada a menos que un aplicante demuestre en una forma substancial que hay una probabilidad de daños irreparables. En este caso, los demandantes han fracasado en llevar esta carga pesada. Recontar cada voto emitido legalmente no puede constituir daño irreparable. Por otro lado, hay un peligro de que una suspensión cause daño irreparable a los demandados—y, más importantemente, al público en general … Prevenir el cumplimiento del recuento ensombrecerá la legitimidad de la elección.

Algunos académicos legales han acordado con la opinión discordante que Bush fracasó en llevar "la carga pesada" de demostrar "una probabilidad de daños irreparables".

## Desarrollos rápidos
Los debates de Bush contra Gore ocurrieron el 11 de diciembre. Theodore Olson, un abogado de Washington D.C. presentó el alegato oral de Bush. El abogado de Nueva York, David Boies, argumentó por Gore.
Durante el periodo breve cuando la Corte Suprema de los Estados Unidos estaba deliberando, la Corte Suprema de Florida proveyó clarificaciones de su decisión del 21 de noviembre en Palm Beach County Canvassing Board contra Harris (Harris I), lo que la Corte Suprema de los Estados Unidos había pedido el 4 de diciembre después de los alegatos en el caso de Bush contra Palm Beach County Canvassing Board.
Debido a la naturaleza extraordinaria y urgencia supuesta del caso, la Corte Suprema de los Estados Unidos emitió su veredicto el 12 de diciembre, un día después de oír el debate oral.

## Leyes pertinentes
La Cláusula sobre Protección Igualitaria de la Decimocuarta Enmienda a la Constitución de los Estados Unidos es la provisión constitucional en que la decisión de Bush contra Gore está basada.
El Artículo II, Sección 1, Cláusula 2 de la Constitución precisa el número de electores para cada estado y, más pertinente a este caso, precisa el método en que se seleccionan los electores, estipulando que "cada Estado designará, en la forma que lo prescriba su Asamblea legislativa, un número de electores…"
Esta cláusula se puede mantener que da poder a solo una rama del gobierno estatal de Florida: la asamblea estatal.
La Sección 2 del Acto de Recuento Electoral[[{{{2}}}]], ahora codificado en el Código de los Estados Unidos, Título 3, Sección 5, regula la "determinación de controversia en conexión con el nombramiento de electores" en las elecciones presidenciales. De relevancia especial a este caso fue la provisión llamada "puerto seguro", la cual asegura la deferencia del Congreso a los estados en sus designaciones de electores si lo hacen antes de una fecha límite especificada:

Si algún estado hubiese proveído [...] por su determinación final de [...] la designación de todos o algunos de los electores de un estado [...] al menos seis días antes de la hora fijada de la reunión de los electores, esta determinación [...] debería ser conclusiva.

Debido a que los electores programaron reunirse el 18 de diciembre, la fecha límite discrecional de puerto seguro fue el 12 de diciembre, solo un día después de que la Corte escuchara los alegatos orales.
Según el Código de los Estados Unidos, Título 28, Sección 1257:

Los juicios o dictámenes finales proveídos por la corte más alta en el estado en la que una decisión pudiera ser tomada, pueden ser revisados por la Corte Suprema de los Estados Unidos a través de un writ of certiorari donde la validez de un tratado o estatuto de los Estados Unidos se pone en duda bajo el argumento de ser repugnante a la Constitución, los tratados, o las leyes de los Estados Unidos …

## Cuestiones consideradas por la Corte

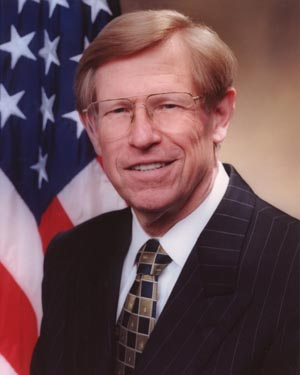
Theodore Olson fue el abogado de Bush

La Corte tuvo que resolver dos cuestiones diferentes para resolver completamente el caso:
- ¿Fueron los recuentos, mientras se estaban haciendo, constitucionales?
- ¿Si los recuentos no fueron constitucionales, cuál fue el remedio apropiado?

Tres días antes, la mayoría de los cinco jueces había ordenado que el recuento parara. La Corte tuvo que decidir si quería retomarlo.

### Cláusula sobre Protección Igualitaria
Bush argumentó que los recuentos en Florida violaron la Cláusula sobre Protección Igualitaria porque Florida no tenía un estándar para recuentos estatales. Cada condado determinaba por sí sólo si una papeleta era válida. Si dos votantes hubieran marcado sus papeletas en una manera idéntica, la papeleta en un condado sería contada mientras la papeleta de otro condado sería rechazada debido a los estándares de recuento manual en conflicto.
Gore argumentó que sí había un estándar estatal, la "intención del votante", y que este estándar era suficiente según la Cláusula sobre Protección Igualitaria. Además, argumentó que la consecuencia de determinar que el recuento floridano era inconstitucional simplemente por tratar a los votantes en forma diferente volvería cada elección estatal inconstitucional y que cada mecanismo de votación tenía una tasa diferente de error en el conteo de votos. Los votantes en condados que usaron una tarjeta perforada tenían una probabilidad más grande de no tener su papeleta contada correctamente que los votantes en condados que usaron un escáner óptico. Gore argumentó que si Bush prevalecía, cada estado tenía que tener un estándar estatal y un solo método de registro de votos para que fuera constitucional.

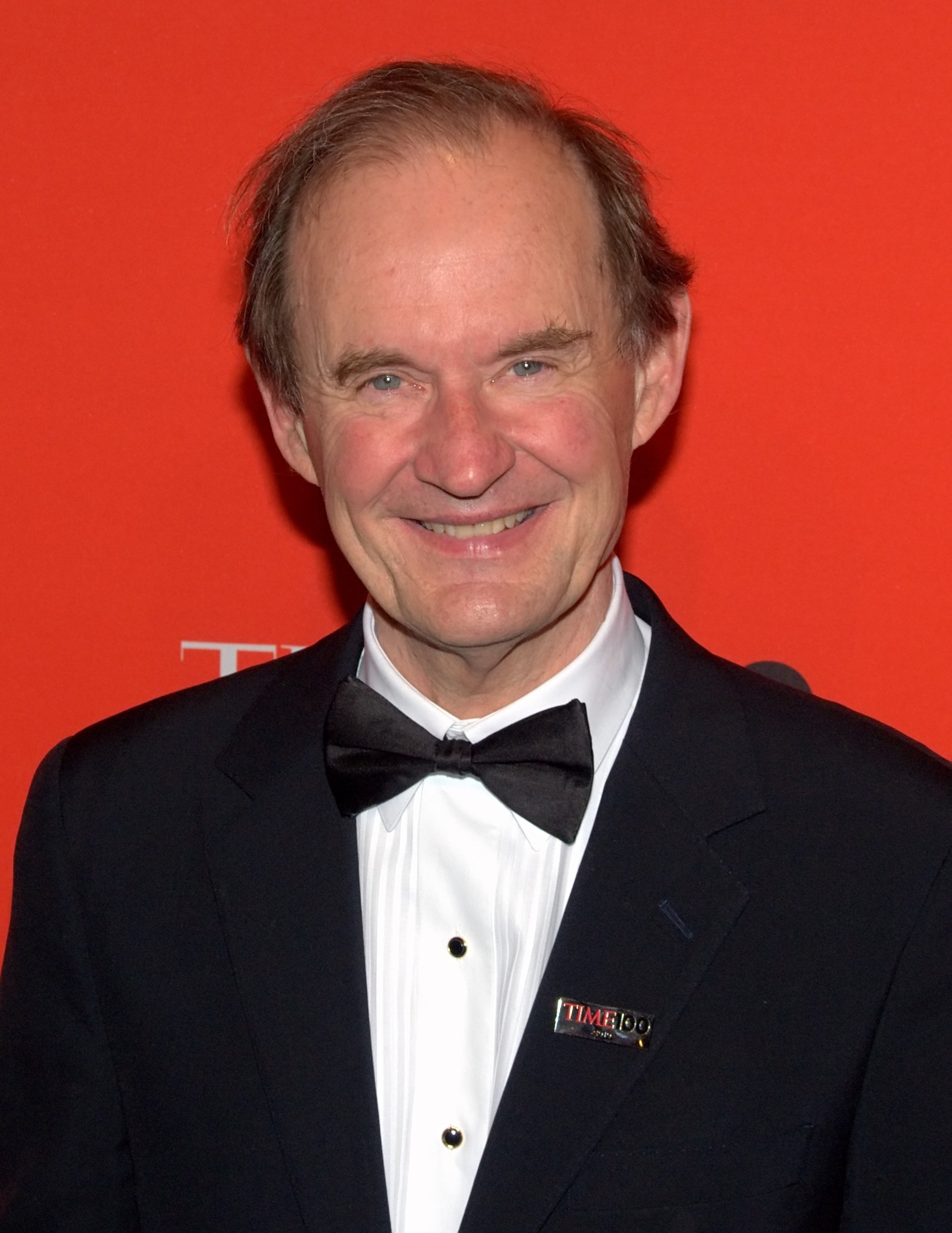
David Boies fue el abogado de Gore

Esta cuestión fue la más estrechamente decidida en el caso. Los argumentos presentados por los abogados no abordaron lo que la Corte debe hacer si la Corte identifiaba una violación de la Cláusula de la Protección Igualitaria. Pero Gore argumentó brevemente que el remedio apropiado no era cancelar todos los recuentos, sino demandar un recuento correcto.

### Artículo II
Bush también argumentó que el fallo de la Corte Suprema de Florida violó el Artículo II, Sección 1, Cláusula 2 de la Constitución de los Estados Unidos. Esencialmente, Bush argumentó que la interpretación de la Corte Suprema de Florida fue tan errónea que tuvo el efecto de crear una ley nueva. Ya que esta "ley nueva" no había sido promulgada por la legislatura floridana, violaba el Artículo II. Bush argumentó que el Artículo II da a la judicatura federal el poder de interpretar leyes estatales de elecciones en elecciones presidenciales para asegurar que sigan la intención de la legislatura estatal.
Gore argumentó que el Artículo II presupone que había una revisión e interpretación judicial de los estatutos estatales y que la Corte Suprema de Florida no hizo nada más que ejercitar los principios rutinarios de la construcción estatutaria para alcanzar su decisión.

## Decisión
En resumen, la decisión incluyó los siguientes: 
- Cinco jueces estuvieron de acuerdo que hubo una violación de la Cláusula sobre Protección Igualitaria en el uso de estándares diferentes para determinar si un voto fue válido en condados diferentes, lo que causó una "evaluación desigual de papeletas en varios respectos".[34] La opinión hecha por el tribunal (representando las opiniones de los Jueces Kennedy, Rehnquist, Scalia, y Thomas y la Jueza O'Connor) citó estos factores específicos:
  - El Condado de Palm Beach cambió sus estándares de contar papeletas, pero no perforadas múltiples veces durante el proceso de recuento;
  - El Condado de Broward usó estándares menos restrictivos que el Condado de Palm Beach;
  - El recuento del Condado de Miami-Dade de boletas rechazadas no incluyó todos los distritos electorales;
  - La Corte Suprema de Florida no precisó quién contaría las papeletas.
- La opinión del tribunal también identificó una incoherencia en que el recuento estatal de Florida sólo incluyó los votos insuficientes. La opinión implicó que en un recuento válido según la constitución incluiría los sobrevotos (No fue sabido en ese entonces, pero observado en recuentos mediáticos tardíos hubo una cantidad significativa de estos sobrevotos válidos descubierta entre las papeletas rechazadas en los condados que usaron el escaneo óptico, lo que favoreció en su mayoría a Gore.), no solo sus votos insuficientes. La opinión expresó preocupación que el alcance limitado del recuento de Florida significaría que, a diferencia de algunos votos insuficientes que se calificaron como recuperables, los votos válidos entre los sobrevotos no serían reclamados. Además, si la máquina había leído incorrectamente un sobrevoto como un voto válido para uno de dos candidatos marcados, en cambio de rechazarlo, Florida contaría erróneamente lo que debe ser un voto inválido (La opinión no sugiere un método particular de búsqueda e identificación en una forma manual de estas boletas entre las miles de boletas emitidas legalmente y contadas con que estarían mezcladas.[35][36][37])
- Breyer y Souter divergieron con la mayoría, señalando que Bush no presentó ninguna evidencia en alguna corte de sobrevotos legales y no contados, y no vieron ningún problema en la decisión de Florida de limitar su recuento a los votos insuficientes.[38][39][40] Las opiniones discordantes de Breyer y Souter fueron disentimientos completos. A diferencia de la mayoría de cinco jueces, cada uno identificó una preocupación de la protección igualitaria que no alcanzó el nivel de una violación constitucional, y propuso un remedio diferente al remedio de la mayoría. Un voto particular no crea precedente ni se incorpora en el precedente judicial. En el sistema jurídico estadounidense, los votos particulares no se consideran opiniones válidas y no están incluidos en el fallo de la Corte. Nada en los disentimientos de Breyer o Souter puede ser construido como una parte del fallo de la Corte.
- En su disentimiento, Ginsburg escribió que para bien o para mal las disparidades eran una parte de cada elección, y que si un alegato de la protección igualitaria aplicara en alguna forma, es seguro que aplicaba más a los votantes negros.[41]
- Cinco jueces estuvieron de acuerdo que el 12 de diciembre (la fecha de la decisión) fuera la fecha límite que Florida había establecido para los recuentos conforme a 3 U.S.C., § 5 (Rehnquist,[42] O'Connor, Scalia, Kennedy y Thomas a favor; Stevens, Souter, Ginsburg, y Breyer en contra). Souter, con Breyer, Ginsburg, y Stevens, escribió "Pero ningún estado está obligado a cumplir con la § 5 si no puede hacerlo (por alguna razón); la sanción por fallar en satisfacer las condiciones de la § 5 es sencillamente una pérdida de lo que se ha llamado su "puerto seguro". E incluso esa determinación debe hacerse, si se hace en alguna parte, en el Congreso".[39] Souter y Breyer habían devuelto el caso a la Corte Suprema de Florida para permitir que la corte estableciera estándares uniformes de lo que constituía un voto legal para un recuento manual de todas las boletas rechazadas usando esos estándares.[38][39]
- Tres jueces (Rehnquist, Scalia, y Thomas) argumentaron que la Corte Suprema de Florida había actuado contrario a la intención de la legislatura floridana. Cuatro jueces (Stevens, Souter, Ginsburg, y Breyer) específicamente lo disputaron en sus votos particulares. Los dos restantes (O'Connor y Kennedy) declinaron unirse a la concurrencia de Rehnquist sobre este asunto.[42]

### Cláusula sobre Protección Igualitaria
En la opinión del tribunal, la Corte Suprema falló que la decisión de la Corte Suprema de Florida exigiendo un recuento a nivel estatal violó la Cláusula sobre Protección Igualitaria de la 14a Enmienda. Desde entonces Kennedy ha sido identificado como el autor primario de la opinión. Además de escribir la opinión, él incluyó a Souter, Breyer, y Stevens diciendo que estuvieron de acuerdo que hubo "problemas" respecto a la protección igualitaria, aunque no los consultó. Stevens demandó que se quitara su nombre de la opinión boceta, a lo que Kennedy solo accedió después de que Stevens quitó su nombre del disentimiento de Breyer. Breyer también se opuso en privado. The New York Times informó que la opinión de Kennedy "luego causó algo de confusión por su referencia a 'siete jueces de la Corte' quienes 'están de acuerdo que hay problemas constitucionales con el recuento'. Era verdad, pero era irrelevante." Entrevistas tardías de Vanity Fair indicaron que Breyer y Souter intentaron convencer que Kennedy se les uniera en el remedio, en cambio de estar de acuerdo que una violación sobre la protección igualitaria había ocurrido. Jack Balkin, escribiendo en Yale Law Journal, observó que fue un truco sucio para construir la ilusión de una mayoría más grande, comparándolo a "decir que dos doctores están de acuerdo que un paciente está enfermo, pero uno quiere usar las sanguijuelas y el otro quiere prescribir los antibióticos".
La corte creyó que la Cláusula sobre la Protección Igualitaria garantiza a individuos que sus boletas no pueden ser menospreciadas por "tratamiento arbitrario y discrepante tardío". Aunque el recuento fue justo en la teoría, fue injusto en la práctica. El récord, como la Corte Suprema de Florida lo consideró, sugirió que estándares diferentes fueron aplicados aparentemente al recuento de boleta a boleta, distrito a distrito, y condado a condado, incluso cuando se usaron tipos idénticos de boletas y máquinas.
Según la Corte, el estándar estatal (que un "voto legal" es "un voto en que existe una 'identificación clara de la intención del votante'") no podía garantizar que cada condado contara los votos en una manera admisible para la constitución. La corte declaró que la relevancia de la opinión del tribunal fue "limitada a las circunstancias actuales, porque el problema de protección igualitaria en el proceso de la elección por lo general presenta muchas complejidades". Pero la Corte no identificó estas complejidades, ni explicó (o aparentemente consideró) porqué la ausencia de un estándar para contar votos admisibles para la constitución, lo que fue el fundamento del fallo de la Corte, no invalidaba la elección entera en Florida.
Luego, los críticos señalaron que la Corte había negado el procedimiento de apelación bajo el argumento de  la protección igualitaria cuando Bush buscó la evaluación por parte de la Corte Suprema por primera vez. Asistentes jurídicos que trabajaron para Kennedy y O'Connor en ese entonces dijeron luego que creyeron que los jueces resolvieron usar la Cláusula sobre Protección Igualitaria como su base en cambio del Artículo II porque creían que podía parecer más justo.

#### Remedio
La Corte falló en una decisión de 5–4 que ningún recuento válido según la constitución podría ser completado para la fecha límite de "puerto seguro" del 12 de diciembre. La Corte afirmó que "la Corte Suprema de Florida ha dicho que la legislatura intentó que los electores estatales 'participaran completamente en el proceso electoral federal', como se estipula en el artículo 3 U.S.C. § 5". Por ende la Corte terminó efectivamente el recuento propuesto porque "la Legislatura de Florida intentó obtener los beneficios del puerto seguro según el artículo 3 U.S.C. § 5". Souter dijo francamente "El asunto del artículo 3 U.S.C. § 5 no es grave". El disentimiento de Breyer declaró "Parar el recuento manual, y por ello asegurando que los votos legales no contados no serán contados por algún estándar, esta Corte elabora un remedio desmesurado en cuanto al daño afirmado. Y este remedio daña al interés de la justicia que la Corte intenta proteger".
Cuatro jueces (Stevens, Ginsburg, Souter, y Breyer) habían disentido de la decisión más temprana (el 9 de diciembre) de la mayoría de los mismos cinco jueces, para conceder la pérdida emergencia de Bush de parar el recuento y conceder un writ of certiorari. En sus desacuerdos de la decisión del tribunal del 12 de diciembre, Breyer y Souter reconocieron que el recuento hasta el 9 de diciembre no había cumplido con los requerimientos de la protección igualitaria. Pero Souter y Breyer prefirieron devolver el caso a la Corte Suprema de Florida para elaborar pautas específicas en relación a cómo la Corte cuenta boletas disputadas, en contraste con la decisión de la mayoría de parar completamente el recuento. En realidad, el recuento había terminado con el fallo del 9 de diciembre, emitido tres días antes de alguna fecha límite.
Las opiniones de desacuerdo criticaron fuertemente la mayoría por involucrar a la Corte en asuntos de nivel estatal. El desacuerdo de Stevens (al que Breyer y Ginsburg se unieron) concluyó que:

Lo que debe sustentar el ataque federal completo de los demandantes a los procedimientos electorales de Florida es una falta tácita de confianza en la imparcialidad y capacidad de los jueces estatales quienes tomarán las decisiones críticas si el recuento de votos procediera. De otro modo, su posición es completamente sin mérito. El respaldo de esta posición por la mayoría de esta Corte sólo puede dar crédito a la estimación más cínica del trabajo de jueces a lo largo del país. Es confianza en los hombres y las mujeres que administran el sistema judicial que es la columna vertebral real de la ley. Algún día el tiempo curará la herida de esa confianza que se está ocasionando por la decisión de hoy. Una cosa, sin embargo, es cierta. Aunque es posible que nunca sepamos a ciencia cierta la identidad del ganador de la elección presidencial de este año, la identidad del perdedor es perfectamente clara. Es la confianza de la nación en el juez como un guardián imparcial de la ley.

La decisión del tribunal técnicamente no descartó el caso y en cambio "lo devolvió para procesos judiciales adicionales en discordancia con esta opinión". Los abogados de Gore entonces entendieron que podían seguir y presentar una demanda a la Corte Suprema de Florida para repudiar la noción que el 12 de diciembre fue final bajo la ley floridana.
A pesar de eso, Gore dejó el caso—y cedió la elección a Bush poco después—supuestamente porque no estaba optimista sobre cómo los jueces de Florida fueran a reaccionar ante argumentos adicionales y, como dijo uno de sus consejeros, "lo mejor que Gore pudiera esperar es un grupo de electores conflictivos". Con añadidura, el director de la campaña de Gore, Bill Daley, argumentó que seguir la lucha sería fútil porque aunque la Corte Suprema de Florida desafió a la Corte Suprema de los Estados Unidos y ordenó un recuento nuevo, "el GOP los llevaría directamente a Washington, donde la Corte Suprema [de los Estados Unidos] repetiría 'No van a contar, ¿ok? Entonces deja de molestarnos.'"
En devolución, la Corte Suprema de Florida publicó una opinión el 22 de diciembre que no disputó si el 12 de diciembre era la fecha límite para los recuentos bajo la ley estatal. Esto fue disputado en una opinión concurrente del juez de la Corte Suprema de Florida, Leander Shaw, quien aun así expresó deferencia a la perspectiva de la Corte Suprema de los Estados Unidos sobre este asunto y razonó que, de todas maneras, la Corte Suprema de Florida, en su opinión, no podría elaborar un remedio que podría satisfacer las preocupaciones de la Corte Suprema de los Estados Unidos sobre la protección igualitaria, debido proceso, y otras preocupaciones.

### Artículo II
La opinión concurrente de Rehnquist, a la que Scalia y Thomas se unieron, empezó con enfatizar que fue un caso inusual en que la Constitución requiere que las cortes federales evalúen si una corte suprema estatal había interpretado correctamente la voluntad de la legislatura estatal. Normalmente, las cortes federales no hacen este tipo de evaluación, y de hecho la opinión del tribunal no lo hizo en este caso. Después de abordar este aspecto del caso, Rehnquist examinó y estuvo de acuerdo con los argumentos que habían hecho los jueces discrepantes de la Corte Suprema de Florida.
Rehnquist también mencionó que él, Scalia, y Thomas se juntaron con la opinión del tribunal de la Corte Suprema y estuvieron de acuerdo con el análisis jurídico que se presentó.
El dictamen también dice que "El poder de la legislatura estatal de seleccionar el método de nombramiento de los electores es plenario; puede, si así lo elige, seleccionar a los electores por sí misma, lo cual fue, de hecho, el método usado por los legisladores estatales en varios estados por muchos años según el marco de nuestra Constitución. … El estado, por supuesto, después de conceder el sufragio en el contexto especial del Artículo II, puede retomar el poder de nombrar a los electores. 

## Análisis culto
Bush contra Gore provocó muchas reacciones fuertes de académicos, comentaristas, y más, con una mayoría de publicaciones en revistas legales criticando la decisión. Un análisis de Georgetown Law Journal encontró que se publicaron 78 artículos cultos sobre el caso entre 2001 y 2004, con 35 artículos criticando la decisión y 11 defendiéndola.

### El asunto reparador crítico
El aspecto el más estrechamente decidido del caso fue la pregunta clave de cual remedio la Corte debería ordenar, de la perspectiva de una violación de la Cláusula sobre Protección Igualitaria. Gore había argumentado para un recuento nuevo que cumpliera los criterios constitucionales, pero en vez de eso, la Corte eligió terminar la elección. Citando dos opiniones de la Corte Suprema de Florida, Gore v. Harris (el 8 de diciembre, aparentemente por error) y Palm Beach County Canvassing Board v. Harris (el 21 de noviembre, nota al pie 55), la Corte Suprema afirmó que "la Corte Suprema de Florida ha dicho que la Legislatura floridana intentaba obtener los beneficios de puerto seguro del artículo 3 U.S.C. § 5" y que "algún recuento buscando cumplir la fecha del 12 de diciembre será inconstitucional". Esta aserción ha resultado ser muy controversial.
Encontrando este raciocinio poco persuasivo, el juez Michael W. McConnel escribe que las dos opiniones de Florida que la Corte Suprema citó no suministran ninguna declaración confiable de una fecha límite absoluta. Como mayor respaldo para que el 12 de diciembre fuera la fecha límite bajo la ley estatal, McConnel señala a dos notas de pie en la respuesta del 11 de diciembre de la Corte Suprema de Florida en devolución en Palm Beach County Canvassing Board v. Harris (Harris I), que dice que no se debería haber llegado a la atención de los jueces. Las notas de pie 17 y 22 refirieron a la fecha de puerto seguro del 12 de diciembre como una "fecha límite extemporánea". Por eso, escribe que aunque es posible que estos pasajes no justifiquen la decisión de la Corte Suprema de los Estados Unidos, dado que la Corte no se apoyó en ellos, "la Corte podía alcanzar el resultado correcto por la razón incorrecta." Las notas al pie dicen:

[17] Lo que es un tiempo razonable para cumplir va a depender de, en parte, si la elección es para un puesto estatal, para un puesto federal o para electores presidenciales. En el caso de la elección presidencial, la determinación de razonabilidad debe ser circunscrita por las provisiones del artículo 3 U.S.C. § 5, que fija la fecha del 12 de diciembre de 2000 como la fecha para la determinación final de la disputa de algún estado relativo a sus electores para que esta determinación tenga efecto conclusivo en el Congreso.

[22] Como siempre, es necesario leer todas las provisiones del código electoral en el mismo asunto. En este caso, esta lectura completa requirió que hubiera tiempo para un concurso de elección conforme a la sección 102.168, que todos las partes habían accedido fue un componente necesario del plan estatutario y para acomodar la fecha límite extemporánea descrito en el artículo 3 U.S.C. § 5 del 12 de diciembre de 2000.

Según Nelson Lund, asistente jurídico anterior a O'Connor y consejero asociado a George H. W. Bush, un discordante podría argumentar que la Corte Suprema de Florida en devolución en Harris I discutía "las posiciones del Código de Elecciones de Florida", mientras los asuntos en Bush contra Gore se presentaron bajo las provisiones de la disputa". En una respuesta a él mismo, Lund escribe que la decisión de la corte floridana en el caso disputado no mencionó ninguna fecha límite alternativa posible. Peter Berkowitz escribe "Tal vez hubiera sido más generoso que la Corte hubiera preguntado a la corte floridana en devolución si la 'fecha límite extemporánea se refería al periodo de la disputa además de los recuentos del periodo de protesta". Abner Greene indica evidencia que "la Corte Suprema de Florida creyó que todos los recuentos manuales—ya fueran de protesta o de disputa—tuvieron que ser finalizados a más tardar el 12 de diciembre". Aun así, Greene concluye que "una falta de claridad sobre la perspectiva de la Corte Suprema de Florida en relación a la provisión de puerto seguro tuviera que resultar en la devolución a esta corte para aclaración", además de la devolución del 4 de diciembre. En Bush contra Gore, la corte no devolvió el caso en cambio lo descartó, pero la devolución no incluyó otra demanda de aclaración. Louis Weinberg argumentó que aun otorgando el beneficio de la duda a la Corte Suprema de los Estados Unidos de que se comportó de manera apropiada al intervenir en la ley estatal de Florida, sus acciones deben ser calificadas como inconstitucionales porque su intervención no estuvo conectada con ningún remedio para determinar los resultados reales de la elección.
Se puede debatir que la Corte Suprema de Florida, después de declarar el 11 de diciembre que el 12 de diciembre era una "fecha límite extemporánea", podría haber aclarado sus puntos de vista en relación a la provisión de puerto seguro o reinterpretar la ley floridana para declarar que el 12 de diciembre no era una fecha límite final bajo la ley floridana, lo cual la Corte Suprema de los Estados Unidos no prohibió a la Corte Suprema de Florida que hiciera. Lund establece que, como un asunto práctico, era poco probable que la Corte Suprema de Florida pudiera ser capaz de llevar a cabo y terminar un recuento nuevo y válido según la constitución en la fecha límite para la reunión del Colegio Electoral del 18 de diciembre.
Michael Abramowicz y Maxwell Stearns argumentan que si la Corte Suprema de Florida hubiera aclarado o reinterpretado la ley estatal de Florida en devolución, entonces la Corte Suprema de los Estados Unidos podría derogar la acción de la Corte Suprema de Florida como una violación del Artículo II de la Constitución. Abramowicz y Stearns señalan que Kennedy y O'Connor no se unieron a la concurrencia del Artículo II con Rehnquist, ni se opusieron a ella explícitamente, y de este modo mantuvieron una puerta abierta a la opción de anular una decisión futura de la Corte Suprema de Florida bajo el argumento del Artículo II. Abramowicz y Stearns también argumentan, si la decisión de Bush v. Gore permitió genuinamente que la Corte Suprema de Florida aclarara o reinterpretara la ley estatal de Florida y así pedir un recuento manual nuevo, es probable que Souter y Breyer se unieran a la opinión—lo que no hicieron. Laurence Tribe tiene una perspectiva similar sobre este asunto, razonando que "aún si se asume la flexibilidad [en referente al remedio] que la Corte dejó abierta fue real, la ventana que no pudo cerrar de un golpe fue apenas el tipo de abertura a través del cual cualquiera se atrevería a gatear".

### Limitación "a las circunstancias actuales"
Algunos críticos de la decisión razonan que la mayoría de los jueces pareció buscar un albergue de su propia lógica en la siguiente frase de la opinión de la mayoría: "Nuestra consideración está limitada a las circunstancias actuales, porque el problema de protección igualitaria en el proceso electoral presenta muchas complejidades por lo general". Los defensores de la Corte argumentaron que esto fue una precaución razonable contra la posibilidad de que se leyera la decisión en términos demasiado generales, argumentando que en el tiempo corto disponible sería inapropiado intentar elaborar un lenguaje que enumerara en más detalle cómo aplicar la opinión a otros casos. Pero los críticos interpretaron la frase como una declaración que el caso no establecía un precedente de alguna forma y no se podría usar para justificar en ninguna decisión futura de la corte, y algunos surgieron que esto era evidencia que la mayoría se dio cuenta de que su decisión era insostenible. A pesar de que la mayoría intentó que la decisión fuera un precedente, varias cortes federales la habían citado en casos electorales, así lo hizo un abogado de un candidato repúblicano para el congreso durante los argumentos legales coincidentes con las elecciones presidenciales de Estados Unidos de 2020.

### Acusación de partidismo o conflicto de intereses
Según el analista jurídico Jeffery Toobin, "Bush v. Gore rompió el corazón a David Souter. El día que murió la música, es como le llamó. Fue tan político, tan transparentemente político, que dejó cicatriz a la creencia de Souter en la Corte Suprema como una institución" (cursiva en el texto original).
Algunos autores han asegurado que los jueces conservadores nombrados por presidentes Republicanos dictaminaron contra Gore en este caso por razones partidarias. El profesor de leyes en la Universidad Harvard, Alan Dershowitz, escribe:

La decisión en el caso de la elección de Florida podría ser clasificada como la decisión más corrupta en la historia de la Corte Suprema, porque es la única que conozco en la que la mayoría de los jueces decidió como lo hicieron debido a la identidad personal y afiliación política de los litigantes. Esto fue tramposo, y una violación del juramento judicial.

El profesor Ronald Rotunda de Chapman University School of Law respondió que los jueces nombrados por Demócratas en la Corte Suprema de Florida también fallaron contra Gore:

Esta declaración … es inconsistente con la posición de los tres jueces floridanos quienes disintieron. Ningún juez de la Corte Suprema de Florida fue nombrado por un Repúblicano, pero los tres concluyeron que el recuento que el Vicepresidente Gore quería era inconstitucional. Tres de los siete jueces de la Corte Suprema de Florida también encontraron una violación de la Protección Igualitaria cuando los contadores manuales de boletas usaron procedimientos diferentes para examinar boletas idénticas y contarlas en una forma diferente.

También hubo un análisis para determinar si varios jueces tenían conflictos de interés que debieron haberlos forzado a recusarse de la decisión. En varias ocasiones, Rehnquist había expresado interés en jubilarse bajo una administración republicana; una investigación encontró que reportajes de la prensa "son equívocos en la cuestión de que si existían hechos que hubieran creado un conflicto de interés" para él. En una fiesta de la noche de la elección, O'Connor se molestó cuando se reportó que Gore había ganado Florida, a la vez su esposo explicó que tendrían que esperar cuatro años más antes de jubilarse en Arizona. Los dos jueces se quedaron en la Corte hasta el segundo término de Bush, con Rehnquist muriendo en 2005 y O'Connor jubilándose en 2006. Según Steven Foster de la Manchester Grammar School:

La esposa de Clarence Thomas estuvo involucrada en una forma tan íntima en la campaña de Bush que estuvo ayudando a redactar una lista de personas nombradas a más o menos el mismo tiempo que su esposo estuvo juzgando si el mismo hombre sería el siguiente presidente. Finalmente, el hijo de Antonin Scalia estuvo trabajando en el despacho que Bush designó para presentar su caso ante la Corte Suprema, el jefe del cual fue subsecuentemente nombrado como el procurador general.

El día después del Día de Acción de Gracias cuando los jueces conservadores accedieron a escuchar la apelación de Bush en el caso de Bush v. Palm Beach County Canvassing Board (excluyendo la demanda de Bush sobre la protección igualitaria), los jueces opuestos estaban convencidos de que la mayoría intentaban revocar la decisión de la Corte Suprema de Florida y terminar el recuento. Empezaron a escribir un disentimiento antes de que el caso fuera argumentado ante la Corte, un disentimiento que fue pospuesto temporalmente cuando la corte envió el caso en devolución a la Corte de Florida.
Los asistentes jurídicos liberales notaron que Scalia había empezado a hacer campaña más adelante para el aplazamiento de la orden de recuento de la Corte de Florida del 8 de diciembre antes de que la Corte hubiera recibido la respuesta de Gore a la demanda de Bush, y por eso estaba enfurecido respecto al disentimiento de Stevens sobre el asunto del aplazamiento y la cesión de certiorari que pidió que se demorara la publicación de opiniones para que pudiera enmendar su opinión para incluir una respuesta a Stevens. Se reporta también que Kennedy envió una circular que acusó a los disidentes de "despedazar la corte". Luego, empleados de la corte, además de Ron Klain, especularon que fue un entendimiento tácito que los jueces del lado ganador no se retirarían hasta después de la siguiente elección como una forma de preservar un sentido de legitimidad. Ningún juez se retiró durante el primer término del Presidente Bush.
Ha sido argumentado que ninguno de los jueces votó en una forma consistente con su jurisprudencia anterior, aunque el profesor Nelson Lunde de la Universidad George Mason ha retado esta conclusión, argumentando que, a diferencia de casos de clasificación de sospechosos (suspect classification en inglés), la Corte Suprema de los Estados Unidos en realidad nunca ha requerido una demostración de discriminación intencional en casos de derechos fundamentales, como en Bush contra Gore. Los cinco jueces conservadores decidieron involucrar a la judicatura federal en un asunto que pudiera haber sido dejado a los estados, mientras expandía interpretaciones anteriores de la Corte Suprema de los Estados Unidos respecto a la Cláusula sobre Protección Igualitaria. Mientras tanto, todos los jueces liberales apoyaron dejar el asunto en las manos del Estado, y también a veces abogaron por una interpretación más estrecha de precedentes existentes de la Cláusula sobre Protección Igualitaria. Esto dio apoyo a la percepción de que los jueces usaron su resultado deseado para impulsar su raciocinio. David Cole de Georgetown Law argumentó que, como una forma de rehabilitar la imagen de la Corte después de Bush contra Gore, era más probable que la Corte llegara a una decisión liberal en los cuatro años después de Bush contra Gore que antes del caso, y que era más probable que los conservadores se juntaran con los liberales que viceversa.

### Recuento de organizaciones mediáticas
En 2001, el National Opinion Research Center ("NORC," el Centro Nacional de la Investigación de Opiniones) en la Universidad de Chicago, con el patrocinio de un consorcio de organizaciones grandes de prensa estadounidense, desempeñó el Proyecto de Boleta de Florida, una reseña de las 175,010 boletas que las máquinas de votación habían rechazado del estado entero, no solo de los condados que hicieron recuentos manuales. El objetivo del proyecto fue determinar la fiabilidad y exactitud de los sistemas que se usaron en el proceso de votación. La investigación se llevó a cabo durante un periodo de 10 meses. Con base en la reseña, el grupo mediático concluyó que si los conflictos sobre la validez de todas las boletas en cuestión habían sido resueltos de una manera consistente y con algún estándar uniforme aplicado, se habría invertido el resultado electoral y Gore ganaría por 60 a 171 votos. Por otro lado, en situaciones hipotéticas en las cuales se analizaron una cantidad limitada de las boletas no contadas por las máquinas, Bush hubiera mantenido su ventaja. En uno de tales escenarios—la pérdida de Gore para recuentos en los cuatro condados principalmente demócratas—Bush hubiera ganado por 225 votos. En otro escenario (si los 64 condados restantes de Florida hubieran llegado a cabo el recuento a mano de las boletas disputadas que la Corte Suprema había ordenado el 8 de diciembre, aplicando los estándares variados que los funcionarios electorales de los condados dijeron que hubieran usado), Bush habría salido triunfante por 493 votos.
Las situaciones hipotéticas con colecciones limitadas de boletas incluyeron el recuento no certificado cumplido por el Condado de Palm Beach, lo cual sin embargo había excluido un escondite de boletas con indentaciones claras, una adquisición neta no documentada de 682 votos por Gore. En contraste, las situaciones hipotéticas con todas las boletas no contadas de todo el estado consideraron todos los votos del Condado de Palm Beach, sometidos a estándares variados para inclusión. El Washington Post matizó las cuentas conducidas del consorcio de NORC con la declaración "Pero ninguna investigación de este tipo puede recrear de forma exacta el Día de Elecciones del 2000 o predecirlo hubiera emergido de batallas individuales sobre más de 6 millones de votos en los 67 condados de Florida."
Un análisis más extenso reveló que los distritos electorales en que la mayoría de la población era negra tuvieron tres veces más la cantidad de boletas rechazadas que los distritos electorales en que la mayoría de la población era blanca. "Para las minorías, la encuesta de boletas encontró que un recuento no hubiera rectificado las inequidades porque la mayoría de las boletas estuvieron más allá de ser recuperadas. Pero un recuento podría haber restaurado los votos de miles de votantes más mayores cuyas boletas indentadas y votadas doblemente fueron indescifrables para las máquinas, pero habrían estado claras en un recuento de boleta a boleta".

### Crítica
Algunos artículos han caracterizado la decisión como dañina a la reputación de la corte, y afirman que aumentó la perspectiva de los jueces como partidarios, y redujo la confianza de los estadounidenses en la integridad de las elecciones, un resultado que Stevens predijo en su disentimiento. Una parte de la razón de que los recuentos no pudieran ser cumplidos fue los ceses variados ordenados por las ramas y niveles de la judicatura, notablemente por la Corte Suprema. Los oponentes argumentaron que era inapropiado que la Corte (por los mismos cinco jueces que se unieron  a la opinión del tribunal) ordenara una suspensión que paró los recuentos de forma preliminar con base en la probabilidad de éxito de Bush sobre los méritos y daño irreparable a Bush. Aunque una orden de suspensión normalmente no incluye una justificación, Scalia coincidió para expresar algún raciocinio breve para justificarla, diciendo que un solo daño irreparable fue que un recuento inválido podría socavar la legitimidad de la elección de Bush (presuntamente, por ejemplo, si se encontrara que Gore debía haber ganado). Los simpatizantes con la suspensión, como Charles Fried, afirman que la validez de la suspensión fue vindicada a la decisión última sobre los méritos y que la única cosa que la suspensión previno fue un recuento "hecho en una manera inconstitucional".
Algunos críticos razonan que la decisión de la Corte fue una perversión de la Cláusula sobre la Protección Igualitaria y contraria a la doctrina de la cuestión política. Scott Lemieux de la Universidad de Washington señala que si el recuento de votos sin un estándar uniforme al nivel estatal fue realmente una violación de la Cláusula sobre la Protección Igualitaria, debía significar que el conteo inicial, que también careció de un estándar uniforme, fue en sí misma inconstitucional. Por otro lado, Geoffrey R. Stone ha expresado simpatía con el raciocinio de la Corte sobre la protección igualitaria, aunque Stone estuvo consternado por lo que él vio como la conversión repentina y sospechosa de Rehnquist, Scalia, y Thomas al principio de protección igualitaria. Según Stone:

Nadie familiarizado con la jurisprudencia de Rehnquist, Scalia, y Thomas pudieran imaginarse que votarían para invalidar el proceso del recuento de Florida con base en su propia estrategia bien desarrollada e invocada frecuentemente a la Cláusula sobre la Protección Igualitaria.

La crítica de Stevens de la Corte en su disentimiento que cuestionó la imparcialidad de la judicatura floridana fue por su parte criticada por Lund, un antiguo asistente jurídico de O'Connor. El profesor Charles Zelden critica a la opinión del tribunal en el caso por, entre otras cosas, no declarar que el sistema electoral del país requería una reforma significativa, y no considerar la administración de elecciones por medio de juntas electorales a tiempo parcial dominadas por funcionarios partidistas y poco profesionales. Zelden concluye que la falta de la Corte de enfocar este defecto crítico en la democracia electoral estadounidense hace una repetición de Bush contra Gore más probable, no menos probable, en Florida o en otra parte. En 2013, O'Connor, quien había votado con la mayoría, dijo que el caso "dio a la Corte una reputación menos que estelar". Añadió "tal vez la corte debía decir 'No vamos a aceptarlo, adiós' … y es probable que la Corte Suprema añadió al problema al final".
Un artículo de Vanity Fair cita algunos de los asistentes de la corte en ese entonces quienes fueron críticos de la decisión. Señalaron que a pesar de la declaración de opinión de tribunal que el caso fue aceptado "a regañadientes", Kennedy había estado bastante entusiasta de aceptar el caso todo el tiempo. Se sintieron en aquel entonces, similar a muchos académicos jurídicos, que no fue probable por nada que el caso fuera a la Corte Suprema. De hecho, algunos de los jueces estuvieron tan ciertos que el caso no llegaría antes de ellos que habían salido para sus vacaciones. 

## Reacción Pública
Los editoriales en los periódicos destacados del país fueron casi unánimemente críticos con la decisión. Una reseña de The Georgetown Law Journal encontró que los periódicos más importantes de la nación, según las estadísticas de circulación, habían publicado 18 editoriales criticando la decisión y 6 elogiándola. De manera similar, publicaron 26 op-eds criticando la decisión y 8 defendiéndola. Encuestas mostraron un rango de reacciones, con el 37–65% de los participantes creyendo que políticas personales influyeron en las decisiones de los jueces, dependiendo de la encuesta. Una encuesta de Princeton Survey registró que, el 46% de los encuestados declaró que la decisión les hizo más probable sospechar  de un sesgo partidista en los jueces por lo general. Una encuesta de NBC News/Wall Street Journal mostró que el 53% de los consultados creyó que la decisión de parar el recuento estuvo mayoritariamente basada en la política. Un artículo de Slate de 2010 nombró el caso como el primero en una serie de eventos que erosionó la confianza estadounidense en los resultados de las elecciones, señalando que la cantidad de demandas sobre asuntos electorales se había más que duplicado desde Bush contra Gore.